# Darren Barr
Darren Barr (Glasgow, 17 marzo 1985) è un ex calciatore scozzese, di ruolo difensore.

## Carriera

### Club
Ha giocato nella prima divisione scozzese.

### Nazionale
Nel 2008 ha giocato una partita con la nazionale scozzese.

## Palmarès

### Club

#### Competizioni nazionali
- Scottish Challenge Cup: 1

Falkirk: 2004-2005
- Scottish First Division: 1

Falkirk: 2004-2005
- Coppa di Scozia: 1

Hearts: 2011-2012